# Aleksander Polaczek
Aleksander Polaczek (* 9. August 1980 in Opole, Polen) ist ein ehemaliger deutscher Eishockeyspieler und aktiver -schiedsrichter polnischer Herkunft. Er bestritt während seiner Spielerlaufbahn 833 Partien in der Deutschen Eishockey Liga und 33 A-Länderspiele.

## Karriere
Seine Zeit als Nachwuchsspieler verbrachte er beim ESV Pinguine Königsbrunn und Augsburger EV. Polaczek spielte erstmals 1999 in der Oberliga beim EC Atlantis Ulm/Neu-Ulm. Da der Verein nach Ablauf der Saison 1999/00 auf Grund finanzieller Probleme den Spielbetrieb einstellen musste, wechselte der Center innerhalb der Liga zum ESV Bayreuth, zu dessen Stammkader der Linksschütze gehörte. In 41 Spielen erzielte Polaczek 26 Scorerpunkte und entschied sich schließlich im Sommer 2001 für ein Engagement beim REV Bremerhaven, mit denen er fortan in der 2. Bundesliga aktiv war.
Auch in Bremerhaven zeigte der Angreifer gute Leistungen und zog somit das Interesse einiger DEL-Scouts auf sich, woraufhin er schließlich einen Zweijahresvertrag beim ERC Ingolstadt unterschrieb. Dort konnte sich der gebürtige Oberschlesier jedoch nicht durchsetzen und erzielte in 116 DEL-Partien lediglich 21 Punkte. Anschließend wurde Polaczek zur Saison 2005/06 zu den Nürnberg Ice Tigers nach Nürnberg transferiert, mit denen er in der zweiten gemeinsamen Spielzeit die deutsche Vizemeisterschaft feiern konnte. Im Finale unterlag sein Team mit 0:3 Spielen gegen die Adler Mannheim. 2008 wurde Polaczek wegen mehrerer Verstöße gegen die Meldeauflagen der Nationalen Anti-Doping Agentur für drei Monate gesperrt.
Polaczek unterschrieb am 24. März 2009 einen Vertrag mit den Frankfurt Lions, wo er gemeinsam mit Michel Périard spielte, der ebenfalls nach Frankfurt gewechselt war. Im Zuge der Sperrung der Rückennummer 80 durch die DEL wegen des Todes von Robert Müller, verzichtete Polaczek auf die Nummer, die er bis dahin immer getragen hatte. Er spielte fortan mit der Rückennummer 15.
Im Sommer 2010 erhielt er zunächst einen Probevertrag bei den Hamburg Freezers, der schließlich bis zum Ende der Saison 2011/2012 verlängert wurde. Im April 2012 unterzeichnete Polaczek einen Vertrag für zwei Saisons beim Ligakonkurrenten Grizzly Adams Wolfsburg. Bis blieb bis 2015 bei den Niedersachsen und spielte anschließend drei Jahre in Augsburg. Nach dem Ende des Spieljahres 2017/18 gab er das Ende seiner Spielerlaufbahn bekannt. Er brachte es in seiner Karriere auf insgesamt 833 DEL-Spiele mit 106 Toren und 120 Vorlagen.
Am 13. Dezember 2018 unterschrieb Aleksander Polaczek einen Vertrag bis zum Saisonende beim Bayernliga Aufsteiger EHC Königsbrunn.

### International
Im Jahr 2007 stand Aleksander Polaczek erstmals im Kader der deutschen Eishockeynationalmannschaft. Mit der DEB-Auswahl nahm er an der Weltmeisterschaft 2007 in Russland teil. Er bestritt 33 A-Länderspiele.

### Inlinehockey
Neben seiner Tätigkeit als Eishockeyprofi spielt Polaczek für die deutsche Inlinehockeynationalmannschaft, mit der er an der Inlinehockey-Weltmeisterschaft 2006 in Ungarn teilnahm. Dort erreichte er mit dem Nationalteam den vierten Platz, nachdem dieses im Spiel um Platz drei mit 4:5 nach Verlängerung gegen Finnland verloren hatte.

### Schiedsrichter
Seit dem Ende seiner Profikarriere ist Polaczek als Schiedsrichter tätig. Am 8. März 2020 pfiff er sein erstes Spiel in der Deutschen Eishockey Liga.

## Karrierestatistik
(Legende zur Spielerstatistik: Sp oder GP = absolvierte Spiele; T oder G = erzielte Tore; V oder A = erzielte Assists; Pkt oder Pts = erzielte Scorerpunkte; SM oder PIM = erhaltene Strafminuten; +/− = Plus/Minus-Bilanz; PP = erzielte Überzahltore; SH = erzielte Unterzahltore; GW = erzielte Siegtore; 1 Play-downs/Relegation; Kursiv: Statistik nicht vollständig)